# Zdenka Marn
Zdenka Marn, slovenski fotomodel, * 2. december 1952, Ljubljana
Zmagala je na Anteninem lepotnem tekmovanju Miss Jasminka 1969 na Portoroški noči. 2. spremljevalka je postala dijakinja Danica Skoberne iz Ljubljane, 3. spremljevalka pa Sonja Cirer iz Trbovelj. Vse tri so odšle na jugoslovansko tekmovanje. V žiriji so sedeli Žarko Petan, Čedomir Komljenović, Franček Drofenik, Zvest Apollonio, Jožica Senica, Tone Fornezzi in Spartak Oridon. Voditelj prireditve je bil Sandi Čolnik.
Na jugoslovanskem tekmovanju »Jasminka 69« v dvorani zagrebškega velesejma je Marnova postala 2. spremljevalka. Zmagala je Anita Baturina (dijakinja, 16 let, Split), 1. spremljevalka je postala Zlata Petković (Smederevo), 3. spremljevalka pa je postala Mira Ličina (Zagreb).
Kot »slovenska jasminka« se je uvrstila na tekmovanje »Miss Cinema Europa 1969«  v italijanskem letovišču Cesenatico v začetku septembra, kjer sta z Esther Guidi iz Italije postali spremljevalki in prejeli vsaka svojo zlato plaketo v vrednosti 100.000 lir. Zmagala je 16-letna francozinja Françoise Favaron. Voditelj prireditve je bil Corrado. Zmagovalka je dobila avto Fiat 500. Marnova je s sabo imela garderobo iz ljubljanske Modne hiše in Almire.
Kot 2. spremljevalka »jugoslovanske jasminke« se je Marnova uvrstila na tekmovanje Miss International 16. maja 1970 v Osaki, kjer je prišla med najboljših 15. Zlata Petković, 1. spremljevalka »jugoslovanske jasminke«, se je uvrstila na tekmovanje Miss Young International 27. marca 1970 v Tokiu, kjer je dobila nagrado za fotogeničnost. Anita Baturina je odšla na tekmovanje v Hollywood.

## Manekenstvo
Marnova je nastopila na reviji novomeškega podjetja Labod.

## Zasebno
Bila je dijakinja administrativne šole v Ljubljani. Visoka je 170 cm. Junija 1972 se je poročila s pianistom Primožem Lorenzom.